# Cedar Creek (Missouri)
Cedar Creek, auch Cedarcreek geschrieben, ist eine Township  in Taney County, Missouri, USA. Das U.S. Census Bureau hat bei der Volkszählung 2020 eine Einwohnerzahl von 501 ermittelt.
Das gleichnamige Dorf liegt innerhalb der Gemeinde. Cedar Creek liegt am linken Ufer des White River am Bull Shoals Lake, der 1947–1951 durch Anstauen des Flusses in Bull Shoals entstanden ist. Es liegt an der Missouri supplementary road (Staatsstraße zweiter Ordnung) M, etwa 15 mi (24 km) südöstlich von Branson, von der in der Mitte des Ortsgebiets die supplementary road KK abzweigt. 
Cedar Creek gehört zur Branson, Missouri micropolitan area, die seit 2012 zum Springfield metropolitan area gerechnet wird, sowie zum Schulbezirk Forsyth R-III. Es ist nach dem gleichnamigen linken Zufluss des White River benannt.
Cedar Creek verfügt über einen Laden und ein Postamt mit der Postleitzahl 65627, das um 1862 eröffnet und 1886 an die heutige Stelle verlegt wurde. Im westlichen Teil liegt ein Flugplatz mit einer Graspiste. Der Ort ist Schauplatz der Romane von Naomi King über eine Amische Familie.